# Lý Đại Chiêu

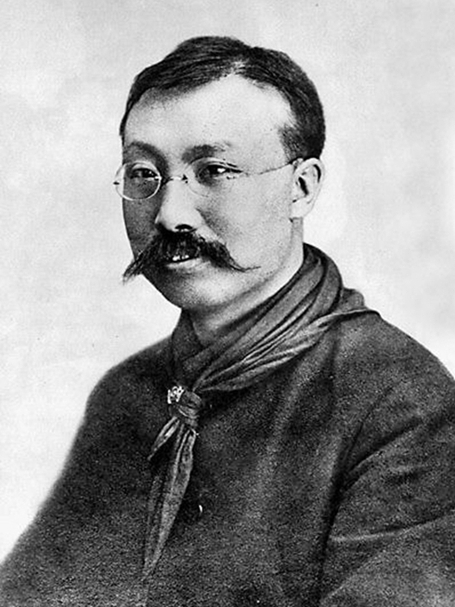
Hình chụp Lý Đại Chiêu

Lý Đại Chiêu (chữ Hán Phồn thể: 李大釗; Giản thể: 李大钊; bính âm: Lǐ Dàzhāo; Wade-Giles: Li Ta-Chao) (29 tháng 10 năm 1889 – 28 tháng 4 năm 1927) tự Thủ Thường, người làng Đại Hắc Đà, huyện Lạc Đình, tỉnh Hà Bắc, Trung Quốc, là nhà văn, nhà lý luận và nhà hoạt động chính trị Trung Quốc, đồng thời là một trong những người thành lập Đảng Cộng sản Trung Quốc. Ngoài ra Lý Đại Chiêu còn là một trong những người đầu tiên truyền bá chủ nghĩa Marx-Lenin vào Trung Quốc sớm nhất, mở đầu việc nghiên cứu duy vật lịch sử ở Trung Quốc.

## Tiểu sử

### Thời kỳ ban đầu
Lý Đại Chiêu xuất thân trong một gia đình nông dân. Bắt đầu vào học trường Trung học phủ Vĩnh Bình vào năm 1905. Năm 1907 vào học Trường Chuyên môn Chính trị và Luật Bắc Dương ở Thiên Tân, tốt nghiệp tháng 8 năm 1913, trong thời kỳ theo học cùng bạn học là Quách Tu Tĩnh tham gia vào Đảng Xã hội Trung Quốc. Sau khi tốt nghiệp tới Bắc Kinh tham gia vào các hoạt động của Đảng Xã hội Trung Quốc. Cùng tháng, lãnh tụ Đảng Xã hội Trung Quốc, Trần Dực Long bị giết. Đảng Xã hội đóng cửa. Lý Đại Chiêu chạy trốn tới Bắc Kinh, tỵ nạn ở đảo Tường Vân, huyện Lạc Đình. Về sau tới Thiên Tân trợ giúp kinh phí cho thân sĩ Tôn Hồng Y.

### Du học Nhật Bản
Từ năm 1913 cho đến 1917, đi du học tại Nhật Bản, học khoa chính trị trường Đại học Waseda, bắt đầu tiếp xúc với tư tưởng chủ nghĩa xã hội, năm 1914, tổ chức Thần Châu học hội, tiến hành các hoạt động chống đối Viên Thế Khải. Năm 1915, nhằm phản đối Viên Thế Khải ký kết hiệp ước Hai mươi mốt điều với Đế quốc Nhật Bản, lấy danh nghĩa Tổng hội lưu học sinh Trung Quốc ở Nhật Bản gửi một bức điện với tựa đề "Cảnh Cáo Cha Già Toàn Quốc", kêu gọi quốc dân kiên quyết phản kháng hiệp ước này.

### Trở về Trung Quốc
Tháng 5 năm 1916 trở về Trung Quốc, sáng lập Thần Chung báo, đảm nhiệm tổng biên tập, sau từ chức, tham gia biên tập báo Giáp Dần nhật san, thúc đẩy sự phát triển của phong trào văn hóa mới. Năm 1918 giữ chức giám đốc thư viện kiêm giáo sư giảng dạy kinh tế và lịch sử thuộc Trường Đại học Bắc Kinh. Tham gia ban biên tập cùng Trần Độc Tú sáng lập các tạp chí Tân thanh niên và Bình luận hàng tuần nhằm thúc đẩy sự phát triển của chủ nghĩa Cộng sản ở Trung Quốc lúc bấy giờ.

### Sáng lập Đảng Cộng sản Trung Quốc
Năm 1920 Lý Đại Chiêu và Trần Độc Tú tiến hành việc chuẩn bị thành lập Đảng Cộng sản Trung Quốc, đồng thời còn bảo trợ tổ chức Hội nghiên cứu học thuyết Marx. Tháng 10 cùng năm, cùng với Đặng Trung Hạ, Cao Quân Vũ, Hà Mạnh Hùng thành lập nhóm chủ nghĩa Cộng sản Bắc Kinh. Sau khi thành lập Đảng Cộng sản Trung Quốc, ông lần lượt giữ chức Ủy viên Ban chấp hành Trung ương các khóa hai, ba, bốn, bí thư Cục phương Bắc.
Năm 1922, Lý Đại Chiêu căn cứ vào chỉ thị của Quốc tế Cộng sản, tới Thượng Hải hội kiến Tôn Trung Sơn. Tháng 1 năm 1924, tham gia sự kiện Quốc Cộng hợp tác và Đại hội đại biểu I Quốc dân Đảng, giúp Tôn Trung Sơn xác định chính sách liên Nga, liên Cộng, ủng hộ công nông, đồng thời được bổ nhiệm làm Ủy viên Ban chấp hành Trung ương khóa một Quốc Dân Đảng Trung Quốc. Tháng 6 cùng năm, làm trưởng đoàn đại biểu Đảng Cộng sản Trung Quốc, tham gia Đại hội đại biểu V Quốc tế Cộng sản.

### Những năm cuối đời
Năm 1925, Lý Đại Chiêu vì vay mượn học thuyết Cộng sản, kêu gọi tụ tập quần chúng nhân dân nổi dậy chống đối chính quyền nên bị chính phủ Bắc Dương hạ lệnh bắt giam, quân phiệt Trương Tác Lâm cho tiến hành lục soát nơi ở của ông, phát hiện ra vô số tài liệu mật có liên quan đến mối liên lạc thân tình giữa ông và chính phủ Liên Xô liền cho quân tới bắt giữ Lý Đại Chiêu và phán xử theo quân pháp.
Do Lý Đại Chiêu là Giáo sư Trường Đại học Bắc Kinh, nhiều bạn bè, thân sĩ ở khắp nơi cố gắng cứu ông thoát khỏi tù tội, thậm chí còn gây áp lực lớn lên Trương Tác Lâm, vì thế Trương Tác Lâm gửi bức điện dò hỏi ý kiến của các tướng lãnh chính phủ gồm Trương Học Lương, Trương Tông Xương, Tôn Truyền Phương, trừ Diêm Tích Sơn không trả lời ra, các tướng còn lại chủ trương xử tội theo đúng luật pháp.
Ngày 28 tháng 4 năm 1927, Lý Đại Chiêu cùng với 20 đảng viên Đảng Cộng sản và Quốc Dân Đảng bị tòa phán quyết tội danh âm mưu thông đồng với nước ngoài (Liên Xô), cuối cùng bị xử treo cổ, chết lúc mới 38 tuổi.

## An táng
Sau khi qua đời, xác ông được chôn cất tại khu Nghĩa trang Vạn An, Hương Sơn, Bắc Kinh, sau mộ ở Vạn An được chuyển tới Nghĩa trang liệt sĩ Lý Đại Chiêu, là nơi tham quan của du khách và là nơi tuyên thệ của các Đảng viên Đảng Cộng sản Trung Quốc.

## Gia đình
Lý Đại Chiêu kết hôn với Trần Nhận Lan, sinh hạ hai đứa con, một trai một gái, trưởng nam là Lý Bảo Hoa tham gia Đảng cộng sản, từng giữ chức Bí thư tỉnh ủy An huy trước cách mạng văn hóa về sau được bổ nhiệm chức chủ tịch Ngân hàng Nhân dân Trung Quốc, trưởng nữ Lý Tinh Hoa là một nữ tác gia.

## Tư tưởng
Lý Đại Chiêu cho rằng vũ trụ là thế giới vật chất mênh mông vô hạn và vận động theo những quy luật bản thân nó, mới thay cũ là quy luật tất yếu của sự vật. Về phương diện quan điểm lịch sử, phê phán quan điểm cho vĩ nhân, đạo đức và giáo hoá quyết định sự phát triển của lịch sử, coi đó là quan điểm của thần quyền, của thiên mệnh. Ông quan niệm lịch sử là do "thứ nhân" làm nên và thế giới này phải là thế giới của những người "lao động". Về văn học, Lý Đại Chiêu là một trong những người đề xướng phong trào văn học mới, chủ trương xây dựng "văn học tả thực xã hội", phản đối phục cổ, phản đối Âu hoá.

## Tác phẩm
Tác phẩm chủ yếu: "Lý Đại Chiêu tuyển tập", "Lý Đại Chiêu văn tập". Văn thơ của Lý Đại Chiêu được Lỗ Tấn sưu tầm in thành "Thủ Thường toàn tập" và viết lời tựa.